# Awaous guamensis
Awaous guamensis es una especie de peces de la familia de los Gobiidae en el orden de los Perciformes.

## Morfología
Los machos pueden llegar a alcanzar los 24,5 cm de longitud total.

## Alimentación
Come algas, gusanos, crustáceos y larvas de insectos.

## Hábitat
Es un pez de clima tropical y demersal.

## Distribución geográfica
Se encuentra desde las Islas Marianas y Hawái hasta Vanuatu, Nueva Caledonia y Fiyi.

## Observaciones
Es inofensivo para los humanos.